# Slepan
Slepan (Leptotyphlops) je rod hadů čeledi Leptotyphlopidae. V této čeledi je rod Leptotyphlops dominantní a zahrnuje 86 z 87 druhů.[zdroj?] Vyskytují se v oblasti od jihozápadu USA, přes Mexiko a Jižní Ameriku až po Argentinu a Uruguay. V Karibiku obývají Haiti, Malé Antily a ostrov San Salvador na Bahamách. Dalším areálem rozšíření je Afrika a jihozápadní Asie, kde zasahují až do Turecka. Obývají i ostrov Sokotra.

## Druhy
- Leptotyphlops affinis
- Leptotyphlops albifrons
- Leptotyphlops albipunctus
- Leptotyphlops albiventer
- Leptotyphlops anthracinus
- Leptotyphlops asbolepis
- Leptotyphlops australis
- Leptotyphlops bicolor
- Leptotyphlops bilineatus
- Leptotyphlops blanfordii
- Leptotyphlops borapeliotes
- Leptotyphlops borrichianus
- Leptotyphlops boulengeri
- Leptotyphlops brasiliensis
- Leptotyphlops bressoni
- Leptotyphlops brevicaudus
- Leptotyphlops brevissimus
- Leptotyphlops broadleyi
- Leptotyphlops burii
- Leptotyphlops cairi
- Leptotyphlops calypso
- Leptotyphlops carlae
- Leptotyphlops collaris
- Leptotyphlops columbi
- Leptotyphlops conjunctus
- Leptotyphlops cupinensis
- Leptotyphlops debilis
- Leptotyphlops diaplocius
- Leptotyphlops dimidiatus
- Leptotyphlops dissimilis
- Leptotyphlops distanti
- Leptotyphlops drewesi
- Leptotyphlops dugandi
- Leptotyphlops dulcis
- Leptotyphlops emini
- Leptotyphlops filiformis
- Leptotyphlops fitzingeri
- Leptotyphlops gestri
- Leptotyphlops goudotii
- Leptotyphlops gracilior
- Leptotyphlops guayaquilensis
- Leptotyphlops hamulirostris
- Leptotyphlops humilis
- Leptotyphlops joshuai
- Leptotyphlops koppesi
- Leptotyphlops labialis
- Leptotyphlops leptepileptus
- Leptotyphlops longicaudus
- Leptotyphlops macrolepis
- Leptotyphlops macrops
- Leptotyphlops macrorhynchus
- Leptotyphlops macrurus
- Leptotyphlops maximus
- Leptotyphlops melanotermus
- Leptotyphlops melanurus
- Leptotyphlops munoai
- Leptotyphlops narirostris
- Leptotyphlops nasalis
- Leptotyphlops natatrix
- Leptotyphlops nicefori
- Leptotyphlops nigricans
- Leptotyphlops nursii
- Leptotyphlops occidentalis
- Leptotyphlops perreti
- Leptotyphlops peruvianus
- Leptotyphlops pyrites
- Leptotyphlops reticulatus
- Leptotyphlops rostratus
- Leptotyphlops rubrolineatus
- Leptotyphlops rufidorsus
- Leptotyphlops salgueiroi
- Leptotyphlops scutifrons
- Leptotyphlops septemstriatus
- Leptotyphlops signatus
- Leptotyphlops striatulus
- Leptotyphlops subcrotillus
- Leptotyphlops sundewalli
- Leptotyphlops teaguei
- Leptotyphlops telloi
- Leptotyphlops tesselatus
- Leptotyphlops tricolor
- Leptotyphlops undecimstriatus
- Leptotyphlops unguirostris
- Leptotyphlops variabilis
- Leptotyphlops vellardi
- Leptotyphlops weyrauchi
- Leptotyphlops wilsoni